# Oed-Oehling
Oed-Oehling (offizieller Name; häufig auch Oed-Öhling geschrieben) ist eine Marktgemeinde im Bezirk Amstetten mit 2160 Einwohnern (Stand 1. Jänner 2025) im Mostviertel in Niederösterreich.

## Geographie
Oed-Oehling liegt im niederösterreichischen Mostviertel. Die Grenze im Südosten bildet die Url, die in einer Höhe von 300 Meter über dem Meer fließt. Von deren Tal steigt das Land zu teilweise bewaldeten Höhen von 400 Meter an. Der Südosten wird vom Öhlingbach entwässert, der Nordwesten von der Phyrra.
Die Gemeinde hat eine Fläche von 10,64 Quadratkilometer. Davon sind 70 Prozent landwirtschaftliche Nutzfläche, 15 Prozent sind bewaldet.

### Gemeindegliederung
Oed-Oehling besteht aus den zwei Ortschaften bzw. Katastralgemeinden (Einwohnerzahlen Stand 1. Jänner 2025):
- Oed Markt (Ortschaft Oed, 1,82 km², 755 Ew.) samt Oedschachen und Saugraben
- Öhling (8,81 km², 1405 Ew.) samt Buchleiten, Egelsee, Krottendorf, Pyhra, Ramsau und Urltal

Die Orte liegen beiderseits der Westautobahn A 1 und an der Wiener Straße B 1. Historisch begründet, sowie durch die getrennte geographische Lage, besitzt jeder Ortsteil ein eigenes Gemeindeamt, eine eigene Volksschule, sowie einen Kindergarten.

### Eingemeindungen
Die Gemeinde entstand 1972 durch Zusammenlegung der beiden Katastralgemeinden Oed und Oehling.

### Nachbargemeinden
| Wallsee-Sindelburg |                                             | Zeillern  |
|                    | Kompassrose, die auf Nachbargemeinden zeigt | Amstetten |
|                    | Aschbach-Markt                              |           |

## Geschichte
Zur Zeit der römischen Besatzung lag bei Öhling am südlichen Ufer der Url ein römisches Kastell. Spuren einer Römerstraße finden sich noch am Hang des Kirchberges. Die erste urkundliche Erwähnung stammt aus dem Jahr 1110. Im Göttweiger Salbuch ist die Schenkung eines Bauerngutes zi Ellingin (Oehlingen) verzeichnet. Im Klosterneuburger Salbuch findet sich in der Zeit um 1120 eine Schenkung zweier Güter in Ellingen et Odenbrunen (Oehlingen und Oed). Als erster Adeliger wird Hainreich van Elling im Jahr 1321 als Zeuge genannt. Die Schreibweise „Öhling“ findet sich erstmals 1532 in einer Urkunde. Von einer Kapelle in Oehling  wird erstmals 1521 berichtet, eine barocke Kirche wurde 1679 errichtet. 1784 wurde diese zur Pfarrkirche erhoben.
Die Gründung der Pfarre Oed erfolgte 1716. Die damalige Kapelle wurde 1759 durch die heutige spätbarocke Kirche ersetzt.

### Einwohnerentwicklung
| Oed-Oehling: Einwohnerzahlen von 1869 bis 2025      | Oed-Oehling: Einwohnerzahlen von 1869 bis 2025 | Oed-Oehling: Einwohnerzahlen von 1869 bis 2025 | Oed-Oehling: Einwohnerzahlen von 1869 bis 2025 | Oed-Oehling: Einwohnerzahlen von 1869 bis 2025 |
| --------------------------------------------------- | ---------------------------------------------- | ---------------------------------------------- | ---------------------------------------------- | ---------------------------------------------- |
| Jahr                                                |                                                |                                                |                                                | Einwohner                                      |
| 1869                                                | 1869                                           |                                                | 734                                            | 734                                            |
| 1880                                                | 1880                                           |                                                | 749                                            | 749                                            |
| 1890                                                | 1890                                           |                                                | 804                                            | 804                                            |
| 1900                                                | 1900                                           |                                                | 876                                            | 876                                            |
| 1910                                                | 1910                                           |                                                | 973                                            | 973                                            |
| 1923                                                | 1923                                           |                                                | 917                                            | 917                                            |
| 1934                                                | 1934                                           |                                                | 928                                            | 928                                            |
| 1939                                                | 1939                                           |                                                | 1.118                                          | 1.118                                          |
| 1951                                                | 1951                                           |                                                | 913                                            | 913                                            |
| 1961                                                | 1961                                           |                                                | 946                                            | 946                                            |
| 1971                                                | 1971                                           |                                                | 1.012                                          | 1.012                                          |
| 1981                                                | 1981                                           |                                                | 1.214                                          | 1.214                                          |
| 1991                                                | 1991                                           |                                                | 1.360                                          | 1.360                                          |
| 2001                                                | 2001                                           |                                                | 1.489                                          | 1.489                                          |
| 2011                                                | 2011                                           |                                                | 1.697                                          | 1.697                                          |
| 2021                                                | 2021                                           |                                                | 2.045                                          | 2.045                                          |
| 2025                                                | 2025                                           |                                                | 2.160                                          | 2.160                                          |
| Quelle(n): Statistik Austria, Gebietsstand 1.1.2021 |                                                |                                                |                                                |                                                |

## Kultur und Sehenswürdigkeiten

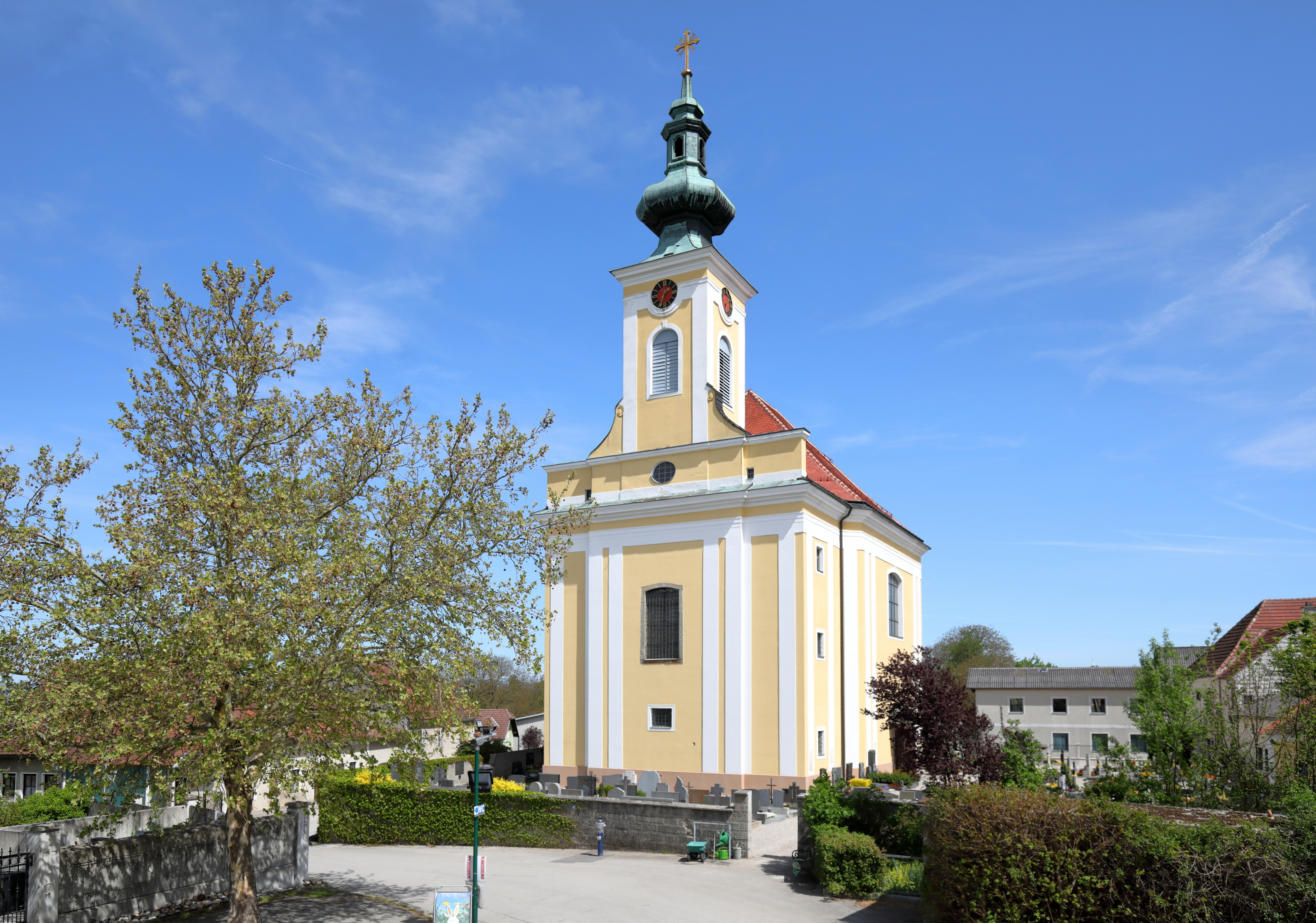
Pfarrkirche Oed Markt

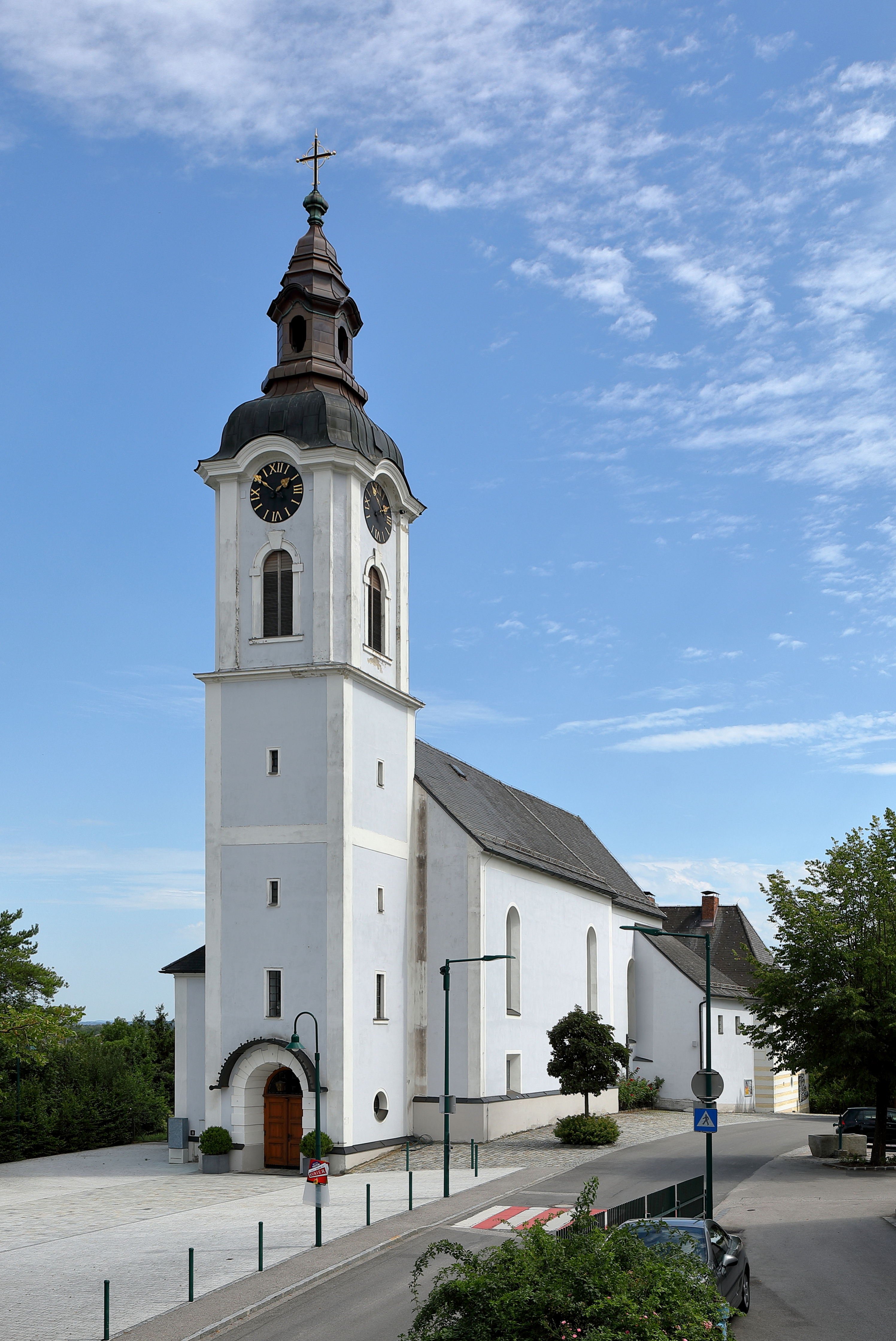
Pfarrkirche Öhling

- Katholische Pfarrkirche Oed Markt Hll. Peter und Paul
- Katholische Pfarrkirche Öhling hl. Wolfgang
- Die Gemeinde liegt an der Moststraße, mit ihren Moststraße-Wirtshäusern und Heurigen.

## Wirtschaft und Infrastruktur
Nichtlandwirtschaftliche Arbeitsstätten gab es im Jahr 2001 46, land- und forstwirtschaftliche Betriebe nach der Erhebung 1999 44. Die Zahl der Erwerbstätigen am Wohnort betrug nach der Volkszählung 2001 725. Die Erwerbsquote lag 2001 bei 49,89 Prozent. Arbeitslose gab es am Ort im Jahresdurchschnitt 2003 11.

### Unternehmen
- Mostelleria – Destillerie Farthofer. Im barocken Kellerhaus Mostelleria werden unter anderem Edelbrände, wie der O-Vodka hergestellt, der bei der International Wine and Spirit Competition 2012 zum weltbesten Wodka gekürt wurde.
- Oldtimer Restaurant Betriebs.GmbH – An der Autobahnabfahrt Oed befindet sich eine Raststätte und Großtankstelle, die speziell für LKW ausgebaut ist.
- Raiffeisen Lagerhaus der RWA Raiffeisen Ware Austria.

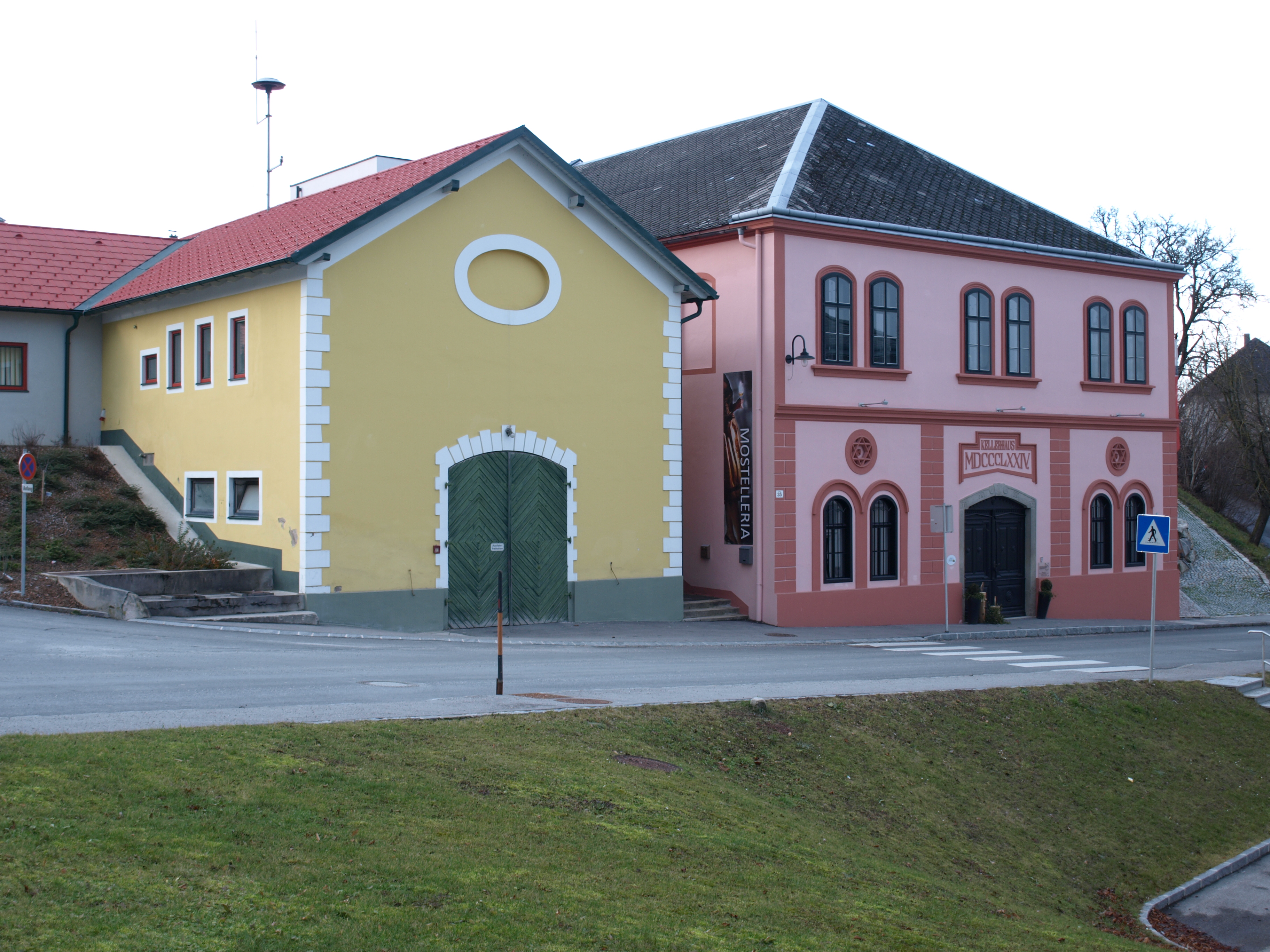
Mostelleria – Kellerhaus

### Öffentliche Einrichtungen
In Oed-Oehling befinden sich zwei Volksschulen, eine in Oed und eine in Oehling.

### Verkehr
Durch ihre gute Verkehrsanbindung werden die Ortsteile von Oed-Oehling auch von vielen Personen bewohnt, die in Amstetten beschäftigt sind.
- Straße: Westautobahn A 1 und Wiener Straße B 1
- Bahn: Bahnhof Mauer-Oehling an der Westbahn

## Politik

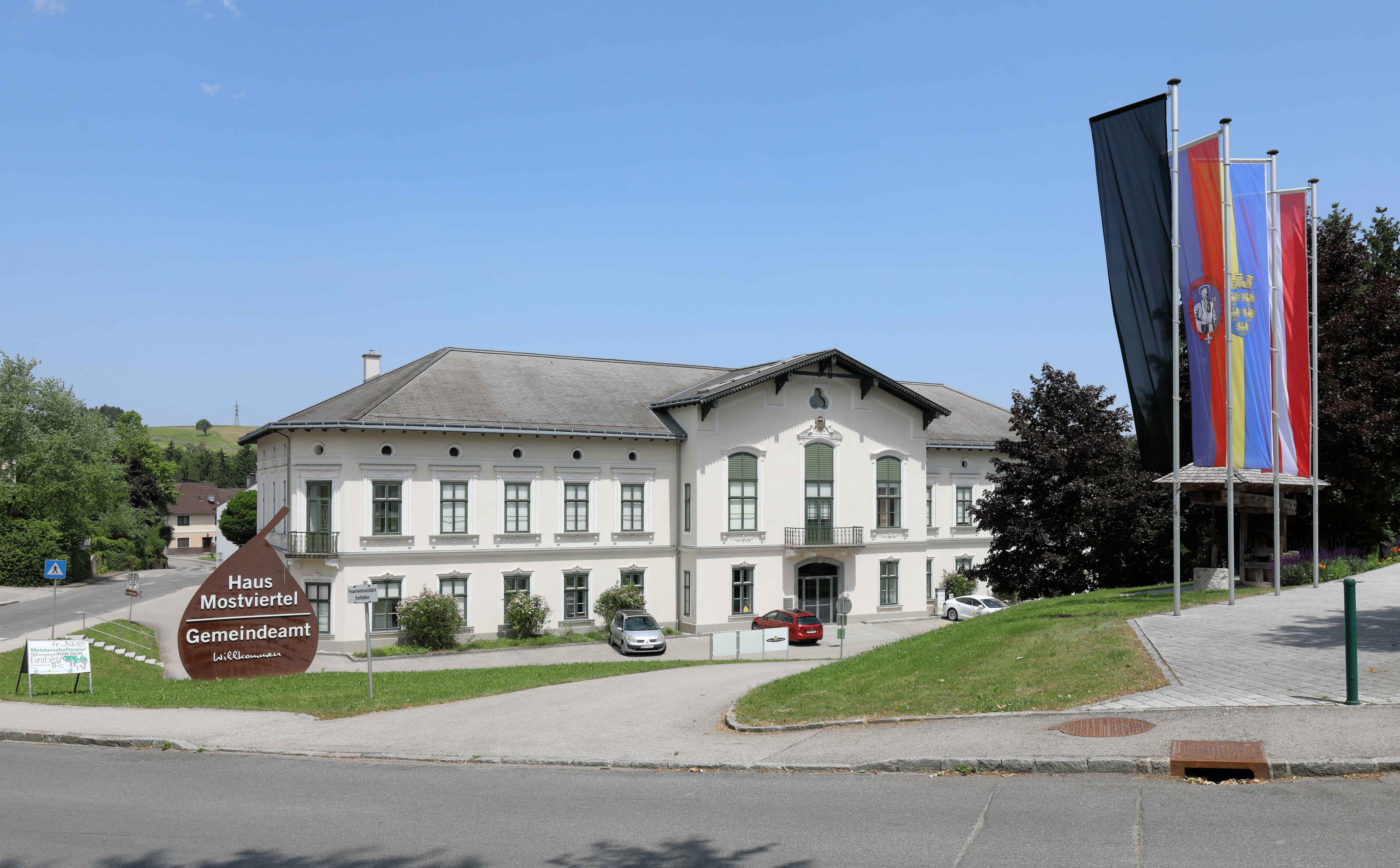
Gemeindeamt

### Gemeinderat
Der Gemeinderat hat seit 2025 21 Mitglieder.
- Nach den Gemeinderatswahlen in Niederösterreich 1990 hatte der Gemeinderat folgende Verteilung: 16 ÖVP und 3 SPÖ.
- Nach den Gemeinderatswahlen in Niederösterreich 1995 hatte der Gemeinderat folgende Verteilung: 14 ÖVP, 4 SPÖ und 1 FPÖ.[8]
- Nach den Gemeinderatswahlen in Niederösterreich 2000 hatte der Gemeinderat folgende Verteilung: 12 ÖVP, 4 SPÖ, 2 Liste Oed-Oehling 2000 und 1 FPÖ.[9]
- Nach den Gemeinderatswahlen in Niederösterreich 2005 hatte der Gemeinderat folgende Verteilung: 15 ÖVP und 4 SPÖ.[10]
- Nach den Gemeinderatswahlen in Niederösterreich 2010 hatte der Gemeinderat folgende Verteilung: 14 ÖVP, 3 SPÖ und 2 FPÖ.[11]
- Nach den Gemeinderatswahlen in Niederösterreich 2015 hatte der Gemeinderat folgende Verteilung: 15 ÖVP, 2 SPÖ und 2 FPÖ.[12]
- Nach den Gemeinderatswahlen in Niederösterreich 2020 hatte der Gemeinderat folgende Verteilung: 15 ÖVP, 3 SPÖ und 1 FPÖ.[13]
- Nach den Gemeinderatswahlen in Niederösterreich 2025 hat der Gemeinderat folgende Verteilung: 15 ÖVP, 3 SPÖ und 3 FPÖ.[14]

### Bürgermeister
- bis 2014 Josef Dirnberger (ÖVP)
- seit 2014 Michaela Hinterholzer (ÖVP)[15]

### Wappen
Beim Zusammenschluss der Gemeinden Oehling und Oed im Jahr 1972 wurde das Wappen des Marktes Oed übernommen.

## Persönlichkeiten
- Hjalmar Berwald (1848–1930), schwedischer Pianist, Komponist, Mathematiker und Ingenieur
- Michael Bachinger (1898–1985), Politiker
- Max Riebe (1919–2012), Maler und Grafiker
- Franz Fehringer (1928–2021), Architekt
- Michaela Hinterholzer (* 1959), Landtagsabgeordnete
- Alois Rosenberger (* 1960), Politiker